# Международная федерация спортивной медицины
Международная федерация спортивной медицины (фр. Fédération Internationale de Médecine du Sport, англ. International Federation of Sports Medicine или FIMS) — Международная общественная организация, объединяющая деятельность национальных ассоциаций спортивной медицины всех стран мира.

## Цель
Цель FIMS — помочь спортсменам достичь оптимального результата, максимальной реализации их генетического потенциала, через контроль за здоровьем и питанием посредством высококачественной медицинской помощи и обучением.

## История федерации
Международная ассоциация спортивной медицины (Association Internationale Médico-Sportive — AIMS) была образована 14 февраля 1928 года в Санкт-Мориц (Швейцария) на организационном съезде врачей из 11 стран. Первым президентом был избран Вильгельм Кноль (Швейцария); Первым генеральным секретарем: Артур Мальвиц (Германия).
| Год  | Место                    | События                                                                                | Примечания                                                                          |
| ---- | ------------------------ | -------------------------------------------------------------------------------------- | ----------------------------------------------------------------------------------- |
| 1911 | Дрезден (Германия)       | Первая международная выставка гигиены                                                  |                                                                                     |
| 1912 | Оберхоф (Германия)       | Первый немецкий конгресс по научному исследованию спорта и физической культуры         |                                                                                     |
| 1913 | Париж (Франция)          | Первый французский Международный конгресс по физическому воспитанию                    |                                                                                     |
| 1913 | Лозанна (Швейцария)      | Олимпийский конгресс по физиологии и психологии                                        |                                                                                     |
| 1915 | Берлин (Германия)        | Артур Мальвиц назначен первым спортивным врачом                                        | Он стал первым специалистом в новой области медицинской науки — спортивной медицине |
| 1921 | Париж (Франция)          | Основание французского медицинского общества физкультуры и спорт                       |                                                                                     |
| 1921 | Амстердам (Нидерланды)   | Основание нидерландской Медицинской Ассоциации по физическому воспитанию               |                                                                                     |
| 1922 | Берн (Швейцария)         | Основания швейцарской медицинской ассоциации по физическому воспитанию.                |                                                                                     |
| 1922 | Париж (Франция)          | Начинает издаваться «Медицинский журнал физической культуры и спорта»                  |                                                                                     |
| 1924 | Берлин (Германия)        | Второй немецкий конгресс по спортивной медицине                                        |                                                                                     |
| 1925 | Прага (Чехословакия)     | Международный олимпийский конгресс по педагогике                                       | Предложение основать медицинской комиссии МОК, которая не была принята МОК          |
| 1927 | Берлин (Германия)        | 4-я Конгресс немецкой ассоциации                                                       | Выдвинута инициатива о создании международной организации спортивной медицины       |
| 1928 | Санкт-Мориц (Швейцария)  | Врачи из 11 стран основали «Ассоциацию Internationale Médico-Sportive» (AIMS), сегодня | Президентом FIMS избран Вильгельм Кноль (Швейцария)                                 |
| 1928 | Амстердам (Нидерланды)   | 1-й международный конгресс AIMS                                                        |                                                                                     |
| 1929 | Рим (Италия)             | Создание Фонда итальянской медицинской ассоциации физического воспитания               |                                                                                     |
| 1930 | Вена (Австрия)           | Заседание Исполнительного комитета                                                     | Президентом FIMS избран Фредерик Якобус Иоханес Бойтендейк (Нидерланды)             |
| 1933 | Турин (Италия)           | 2-й Международный конгресс AIMS                                                        | Президентом FIMS избран Андре Латарджет (Франция)                                   |
| 1934 | Шамони (Франция)         | 3-й Международный конгресс FIMS                                                        | Смена названия на «Fédération internationale de médecine sportive»                  |
| 1936 | Берлин (Германия)        | 4-й Международный конгресс FIMS                                                        |                                                                                     |
| 1937 | Варшава (Польша)         | Создание Польской ассоциации спортивных врачей                                         | Сегодня Польское общество спортивной медицины                                       |
| 1937 | Париж (Франция)          | 5-й Международный конгресс FIMS                                                        | Президентом FIMS избран Леонардо Конти (Германия)                                   |
| 1939 | Брюссель (Бельгия)       | 6-й Международный конгресс FIMS                                                        |                                                                                     |
| 1947 | Брюссель (Бельгия)       | Генеральная Ассамблея FIMS                                                             | Президентом FIMS избран Альберт Говартс (Бельгия)                                   |
| 1948 | Прага (Чехословакия)     | 7-й Международный конгресс FIMS                                                        |                                                                                     |
| 1950 | Флоренция (Италия)       | 8-й Международный конгресс FIMS                                                        |                                                                                     |
| 1952 | Париж (Франция)          | 9-й Международный конгресс FIMS                                                        |                                                                                     |
| 1954 | Белград (Югославия)      | 10-й Международный конгресс FIMS                                                       |                                                                                     |
| 1956 | Люксембург               | 11-й Международный конгресс FIMS                                                       |                                                                                     |
| 1958 | Москва (СССР)            | 12-й Международный конгресс FIMS                                                       |                                                                                     |
| 1960 | Вена (Австрия)           | 13-й Международный конгресс FIMS                                                       |                                                                                     |
| 1962 | Сантьяго (Чили)          | 14-й Международный конгресс FIMS                                                       |                                                                                     |
| 1963 | Прага (Чехословакия)     | 1-й Европейский конгресс FIMS                                                          |                                                                                     |
| 1964 | Токио (Япония)           | 15-й FIMS Всемирный конгресс                                                           | Президентом FIMS избран Поль Андре Чалли-Бертран (Франция)                          |
| 1966 | Ганновер (Германия)      | 16-й FIMS Всемирный конгресс                                                           |                                                                                     |
| 1968 | Мехико (Мексика)         | 17-й FIMS Всемирный конгресс                                                           | Президентом FIMS избран Джузеппе Ла Кава (Италия)                                   |
| 1969 | Бухарест (Румыния)       | Создание Балканский ассоциация спортивной медицины                                     |                                                                                     |
| 1970 | Оксфорд (Великобритания) | 18-й FIMS Всемирный конгресс                                                           |                                                                                     |
| 1972 | Мюнхен (Германия)        | 19-й FIMS Всемирного конгресс                                                          |                                                                                     |
| 1974 | Мельбурн (Австралия)     | 20-й FIMS Всемирный конгресс                                                           |                                                                                     |
| 1974 | Будапешт (Венгрия)       | 3-й Европейский конгресс FIMS                                                          |                                                                                     |
| 1976 | Монреаль (Канада)        | FIMS Совет делегатов                                                                   | Президентом FIMS избран Людвиг Прокоп (Австрия)                                     |
| 1978 | Бразилиа (Бразилия)      | 21-й Всемирный конгресс FIMS                                                           |                                                                                     |
| 1980 | Рим (Италия)             | Совет делегатов FIMS                                                                   | Президентом FIMS избрана Эйнара Эрикссон (Швеция)                                   |
| 1980 | Истад (Швеция)           | Основание Северо-Западной европейской части FIMS                                       |                                                                                     |
| 1982 | Вена (Австрия)           | 22-й Всемирный конгресс FIMS                                                           | Президентом FIMS избрана Эйнара Эрикссон (Швеция)                                   |
| 1984 | Рим (Италия)             | Совет делегатов FIMS                                                                   |                                                                                     |
| 1986 | Прага (Чехословакия)     | 23-й Всемирный конгресс FIMS                                                           | Президентом FIMS избран Вилдор Хольманн (Германия)                                  |
| 1986 | Прага (Чехословакия)     | 4-й Европейский конгресс FIMS                                                          |                                                                                     |
| 1988 | Барселона (Испания)      | 5-й Европейский конгресс FIMS                                                          |                                                                                     |
| 1990 | Амстердам (Нидерланды)   | 24-й Всемирный конгресс FIMS                                                           | Президентом FIMS избран Вилдор Хольманн (Германия)                                  |
| 1990 | Пекин (Китай)            | Создан Фонд Азиатской федерации спортивной медицины                                    |                                                                                     |
| 1991 | Будапешт (Венгрия)       | 6-й Международный конгресс FIMS                                                        |                                                                                     |
| 1993 | Никосия (Кипр)           | 7-й Европейский конгресс FIMS                                                          |                                                                                     |
| 1994 | Афины (Греция)           | 25-й Всемирный конгресс FIMS                                                           | Президентом FIMS избран Эдуардо Энрике де Роза (Бразилия)                           |
| 1995 | Гранада (Испания)        | 8-й Европейский конгресс FIMS                                                          |                                                                                     |
| 1996 | Атланта (США)            | Совет делегатов FIMS                                                                   |                                                                                     |
| 1997 | Гонконг                  | Конгресс по спорту и детям                                                             |                                                                                     |
| 1997 | Порту (Португалия)       | 9-й Европейский конгресс FIMS                                                          | Основание Европейской федерации спортивной медицины (EFSM)                          |
| 1998 | Орландо (США)            | 26-й Всемирный конгресс FIMS                                                           | Президентом FIMS избран Эдуардо Энрике де Роза (Бразилия)                           |
| 1999 | Инсбрук (Австрия)        | 10-й Европейский конгресс FIMS = 1-й Европейский конгресс EFSMФA                       |                                                                                     |
| 2001 | Овьедо (Испания)         | 2-й Европейский конгресс EFSMA                                                         |                                                                                     |
| 2002 | Будапешт (Венгрия)       | 27-й Всемирный конгресс FIMS                                                           | Президентом FIMS избран Кай Мин Чан (Гонконг / Китай)                               |
| 2003 | Санкт-Мориц (Швейцария)  | Празднование 75-летия FIMS                                                             |                                                                                     |
| 2003 | Лозанна (Швейцария)      | прием делегации FIMS президентом МОК Жаком Рогге                                       |                                                                                     |
| 2003 | Хасселт (Бельгия)        | 3-й Европейский конгресс EFSMA                                                         |                                                                                     |
| 2003 | Афины (Греция)           | 7-й Олимпийский конгресс МОК по спортивным наукам                                      |                                                                                     |
| 2004 | Маскат (Оман)            | 28-й Всемирный конгресс FIMS                                                           |                                                                                     |
| 2005 | Лимасол (Кипр)           | 4-й Европейский конгресс EFSMA                                                         |                                                                                     |
| 2006 | Пекин (Китай)            | 29-й Всемирный конгресс FIMS                                                           | Президентом FIMS избран Уолтер Фронтера (Пуэрто-Рико)                               |
| 2007 | Прага (Чехия)            | 5-й Европейский конгресс EFSMA                                                         |                                                                                     |
| 2008 | Барселона (Испания)      | 30-й Всемирный конгресс FIMS                                                           |                                                                                     |
| 2009 | Анталия (Турция)         | 6-й Европейский конгресс EFSMA                                                         |                                                                                     |
| 2010 | Сан-Хуан (Пуэрто-Рико)   | 31-й Всемирный конгресс FIMS                                                           | Президентом FIMS избран Фабио Пигоцци (Италия)                                      |
| 2010 | Грац (Австрия)           | Празднование 60-летия Австрийской ассоциации                                           |                                                                                     |
| 2011 | Зальцбург (Австрия)      | 7-й Европейский конгресс EFSMA                                                         |                                                                                     |
| 2012 | Рим (Италия)             | 32-й Всемирный конгресс FIMS                                                           |                                                                                     |
| 2013 | Страсбург (Франция)      | 8-й Европейский конгресс спортивной медицины EFSMA                                     |                                                                                     |
| 2014 | Квебек-Сити (Канада)     | 33-й FIMS Всемирный конгресс спортивной медицины                                       | Президентом FIMS избран Фабио Пигоцци (Италия)                                      |
| 2015 | Антверпен (Бельгия)      | 9-й Европейский конгресс спортивной медицины EFSMA                                     |                                                                                     |
| 2016 | Стамбул (Турция)         | 34-й FIMS Всемирный конгресс спортивной медицины                                       |                                                                                     |

## Президенты FIMS
- 1928—1930 — Вильгельм Кноль (Швейцария)
- 1930—1933 — Фредерик Якобус Иоханес Бойтендейк (Нидерланды)
- 1933—1937 — Андре Латарджет (Франция)
- 1937—1945 — Леонардо Конти (Германия)
- 1947—1964 — Альберт Говартс (Бельгия)
- 1964—1968 — Поль Андре Чалли-Бертран (Франция)
- 1968—1976 — Джузеппе Ла Кава (Италия)
- 1976—1980 — Людвиг Прокоп (Австрия)
- 1980—1986 — Эйнар Эриксон (Швеция)
- 1986—1994 — Уайлдор Холлманн (Германия)
- 1994—2002 — Эдуардо Энрике де Роза (Бразилия)
- 2002—2006 — Кай Мин Чан (Гонконг / Китай)
- 2006—2010 — Уолтер Фронтера (Пуэрто-Рико)
- 2010—н. в. — Фабио Пигоззи (Италия)

## Организация и структура
FIMS возглавляет Президент. Также в структуру руководства входят четыре заместителя президента, Казначей и Генеральный секретарь. Они образуют Исполнительный комитет FIMS. Все они избираются на четыре года.
В глобальном формате деятельностью FISM руководят Континентальные ассоциации спортивной медицины (Continental Associations of Sports Medicine — CASM):
- 1997 — Европейская федерация спортивной медицины ассоциаций (European Federation of Sports Medicine Associations — EFSMA) [c 1962 года — Европейский конгресс FIMS]
- 1975 — Панамериканская конфедерация спортивной медицины (Panamerican Confederation of Sports Medicine — COPAMEDE)
- 1982 — Африканский союз спортивной медицины (African Union of Sports Medicine — UAMS)
- 1990 — Азиатская федерация спортивной медицины (Asian Federation of Sports Medicine — AFSM)

## Награды федерации
FIMS имеет ряд отличий для почетных членов, которые внесли значительный вклад в области спортивной медицины и спортивной науки:
- с 1976 — Золотая медаль FIMS
- с 1993 — Почетная премия FIMS
- с 1978 — Бронзовая медаль FIMS
- с 2000 — Медаль «Князь Александре Мероде»
- 1976 — Профессор Джузеппе Ла Кава (Италия)
- 1980 — Профессор Иржи Крал (Чехословакия)
- 1980 — Профессор Джон Уильямс (Великобритания)
- 1980 — Профессор Алойз (Югославия)
- 1982 — Профессор Людвиг Прокоп (Австрия)
- 1982 — Профессор Пер-Олоф Астранд (Швеция)
- 1986 — Профессор Эрнест Страузенберг (Германия)
- 1990 — Профессор Вильтор Холлманн (Германия)
- 1990 — Профессор Антонио Венерандо (Италия)
- 1992 — Принц Александр Де Мероде (Бельгия)
- 1992 — Профессор Альберт Дирикс (Бельгия)
- 1992 — Профессор Людовит Комадель (Чехословакия)
- 1998 — Профессор Али Бузайен (Тунис)
- 1998 — Профессор Френсик Командир (Франция)
- 1998 — Профессор Роберт Френкл (Венгрия)
- 1999 — Профессор Пер Ренстром (Швеция)
- 1999 — Профессор Хуан Хосе Гонсалес Итурри (Испания)
- 2000 — Профессор Цюй Миан-Ю (Китай)
- 2002 — Профессор Курт Титтель (Германия)
- 2004 — Профессор Эдуардо Де Роуз (Бразилия)
- 2008 — Профессор Кай-Мин Чанг (Гонконг)
- 2012 — Д-р Джон Весселинг (Нидерланды)

## Представительство FISM в России
Полноправным членом и представителем России в Международной федерации спортивной медицины (FIMS) и в Европейской федерации ассоциаций спортивной медицины (EFSMA) является Российская ассоциация по спортивной медицине и реабилитации больных и инвалидов (РАСМИРБИ).